# Дылгач
Дылгач (болг. Дългач) — село в Болгарии. Находится в Тырговиштской области, входит в общину Тырговиште. Население составляет 478 человек (2022).

## Политическая ситуация
В местном кметстве Дылгач, в состав которого входит Дылгач, должность кмета (старосты) исполняет Алиш Мустафов Лётин (Движение за права и свободы (ДПС)) по результатам выборов.
Кмет (мэр) общины Тырговиште — Красимир Митев Мирев (инициативный комитет) по результатам выборов.